# Lincoln Township (contea di Grant, Kansas)
Lincoln Township è una Township della Contea di Grant nel Kansas, Stati Uniti d'America.

## Geografia fisica
Lincoln si estende su una superficie di 372.7 km².